# Bulweria
Bulweria är ett släkte med havsfåglar inom familjen liror (Procellariidae) i ordningen stormfåglar (Procellariiformes). 

## Taxonomi
Släktet omfattar två idag förekommande arter, spetsstjärtad petrell (B. bulwerii) och arabpetrell (B. fallax). En tredje art, mindre sankthelenapetrell (B. bifax) är bara känd från skelettrester funna på St Helena och dog förmodligen ut på 1500-talet.
De två petrellerna inom släktet Bulweria har tidigare ansetts vara nära besläktade med de egentliga petrellerna inom släktet Pterodroma men analyser baserade på den mitokondriella genen för enzymet cytokrom b har visat att de istället är närmre besläktade med gruppen liror och då speciellt med släktet Procellaria (Bretagnolle et al., 1998).

## Utseende och utbredning
De båda arterna inom släktet är små, i det närmaste helmörka petreller, i storleken mellan 25 och 30 cm långa och med ett vingspann på omkring 65-80 cm.
Den mindre spetsstjärtade petrellen förekommer i Atlanten, Stilla havet och Indiska oceanen medan den något större arabpetrellen bara förekommer i nordvästra Indiska oceanen.